# District de Hanshan
Pour les articles homonymes, voir Hanshan (homonymie).
Le district de Hanshan (邯山区 ; pinyin : Hánshān Qū) est une subdivision administrative de la province du Hebei en Chine. Il est placé sous la juridiction de la ville-préfecture de Handan.